# Caan, Westerwald
Caan là một đô thị thuộc một ‘‘Verbandsgemeinde’’ - ở huyện Westerwald trong bang Rheinland-Pfalz, Đức. Đô thị Caan, Westerwald có diện tích 3,44 km².
Đô thị này nằm ở Westerwald giữa Koblenz và Siegen bên rìa Kannenbäckerland. Năm 1250, Caan được đề cập lần đầu trong tài liệu.